# 主的普世羊群
《主的普世羊群》（拉丁語：Universi Dominici gregis）宗座憲令為天主教教宗若望保祿二世于1996年2月22日發表的宗座憲令，用來規範宗座出缺期間（現任教宗過世或自行退位時）的教會行政架構，以及選出繼任者的流程。

## 大綱
本憲令分為兩個章節，分別規定在宗座出缺期間，樞機團的權限及教廷各部門的職權，以及樞機團成員選出下任教宗的流程。

### 第一部分：論教宗出缺
第一節中，規定樞機團僅能代理普通事務或處置急迫性事件，不得逾越教宗權限及修改包含本憲令的規範，違規之舉皆屬無效。
其次，樞機團在羅馬集會時要召開的兩種會議型態，包括由全體樞機組成的全體會議，以及由總務樞機為首，另由主教、司鐸、執事三品樞機中抽籤選出的三位輔佐者組成的部分會議。後者的三位輔佐，每隔三日就要交接給其他三位抽籤選出的成員。全體會議由樞機團團長帶領，若團長年過八十而無投票權、則由副團長暫代，再以樞機團中有投票權的最年長者接手。最後，關於選出教宗的預備會議由總務樞機及三個品級中有選舉權的最年長者擔任主持。
宗座出缺期間，除總務樞機及專赦罪司鐸長外，各部門首長皆暫停職務。若此二職也從缺時，樞機團須照章選出接任者。另外，負責羅馬教區事務的代牧樞機出缺時，由其職務代理者或以其輔理主教中年資最長者代理，並於此期間保有完全職權。宗座駐外代表保持職權，其他列舉保持運作單位則向樞機團負責；除宗座圣玺最高法院及羅馬聖輪法院（基於善牧憲令保持原有職務）外，各部門不得處理重大議題，急迫性事件則由樞機團抉擇。
最後則是對於辭世教宗喪禮的規範細則。

### 第二部份：論選舉教宗
教宗選舉流程中，參與投票者僅限樞機團成員，亦包括已由前教宗宣告拔擢為樞機、但未正式任命者，而已經宣告撤銷樞機職務者不得在期間復職以參與選舉。宗座出缺後，樞機團須至少等待十五天，糾集所有具選舉權的樞機，最晚於二十天後開始選舉會議。無法與會之投票人，若有重大理由，得在理由消失後於期間內參與選舉，若一開始即表態拒絕參與者，則不得在開始後臨時加入。
選舉期間，除了樞機團成員外，僅有協助選舉的必要人士，或是因個別樞機的身體狀況所需的護理人員外，皆不得進入會場。總務樞機也須以其權責限制特定場所的開放。在此期間樞機們也不得與外聯繫，至於因其職務而需聯繫的總務樞機、羅馬代牧樞機或是其他必要情況都須由樞機團的會議同意才得通信。為了協助選舉以及照料樞機們的起居，以及安排聽樞機們告解的神職，總務樞機以及前項提及的三位輔佐樞機得以批准特定人士於附近處所待命。而所有相關人士都必須宣誓保密。
選舉開始時，樞機團成員在首日上午舉行為此舉辦的彌撒。並在午後列隊頌唱聖神降臨頌進入西斯廷禮拜堂作為選舉的開始。入場後樞機們開始由樞機團長或是依排序遞補的代理人帶領宣誓，宣誓後非選舉人皆必須離場。少數例外的只有教宗司禮長、兩位由樞機團選出的專為此事的講道人。當講道結束後這三人也須離場。
為保持選舉的保密性，總務樞機以及三位輔佐樞機需要做好妥善的檢查，並聘用技師檢查所有可能的通信器材及竊聽道具。而樞機們也需隔絕任何與外界的通信，也不可經由任何器材得知外界資訊。違反者則自科絕罰，以及新任教宗的處置。選舉後，秘密會議中的訊息除了新任教宗同意外，也不得洩漏。
依此憲令，秘密會議為唯一選出教宗之程序，並且規定三分之二的高票制度，以及特定選舉人數下的等效票數。投票過程中，由九位抽籤出來的樞機分為三人一組負責檢票、收取因病無法入場的樞機之投票以及最後校驗。而每次投票後的票據皆需焚燬。
並且，憲令禁止投票者事先對投票做出任何利益交換或承諾，也要求排除外來勢力影響，違反者亦處以自科絕罰。新任教宗選出後，由年紀最輕的執事級樞機通知在外等候的樞機團秘書長及司禮長。樞機團團長或上述遞補者需要詢問當選人是否有意願承擔此重任及選擇的名號。由司禮長協助新任教宗在證書上簽上其教宗名號。若當選者並非主教，則必須立即由樞機團團長，或當其受阻時由副團長，以及依序年紀最長的樞機祝聖為主教。之後才能公布其選舉結果，
新教宗選出後，秘密會議亦正式結束。教宗就職後應依照禮儀規範另選時間於拉特朗大殿舉辦羅馬宗主教就職禮儀。